# Igreja Católica em Marrocos
A Igreja Católica em Marrocos é parte da Igreja Católica universal, em comunhão com a liderança espiritual do Papa, em Roma, e da Santa Sé. Mais de 99% da população do país é composta por muçulmanos sunitas, enquanto que todas as outras comunidades religiosas do país, especialmente os católicos e judeus, formam menos de 1% do total. O catolicismo é de longe a maior denominação cristã em Marrocos. A constituição marroquina afirma que o país é um estado muçulmano e que o islã é a religião do Estado, mas garante o livre exercício de crenças. São proibidos partidos políticos, deputados ou alterações constitucionais que infrinjam o islã. O Código Penal considera ilegal o proselitismo por parte de não muçulmanos, tratando-o como "abalo da fé". A distribuição de materiais religiosos não islâmicos é restrita pelo governo. Ainda é problemático praticar em público uma celebração cristã, criar um grupo de oração cristã ou mesmo rezar em público. Pela legislação, um marroquino só pode ser muçulmano ou judeu, embora a comunidade cristã (principalmente protestante) seja tolerada. A Igreja Católica marroquina tem mais de 100 nacionalidades entre seus fiéis. As missas são celebradas em diferentes idiomas, dentre eles, o inglês, na qual metade dos fiéis participantes são migrantes. A comunidade católica tem o desafio de catequizar as crianças marroquinas, que são falantes do árabe, enquanto esta é apenas disponibilizada em inglês.

## História

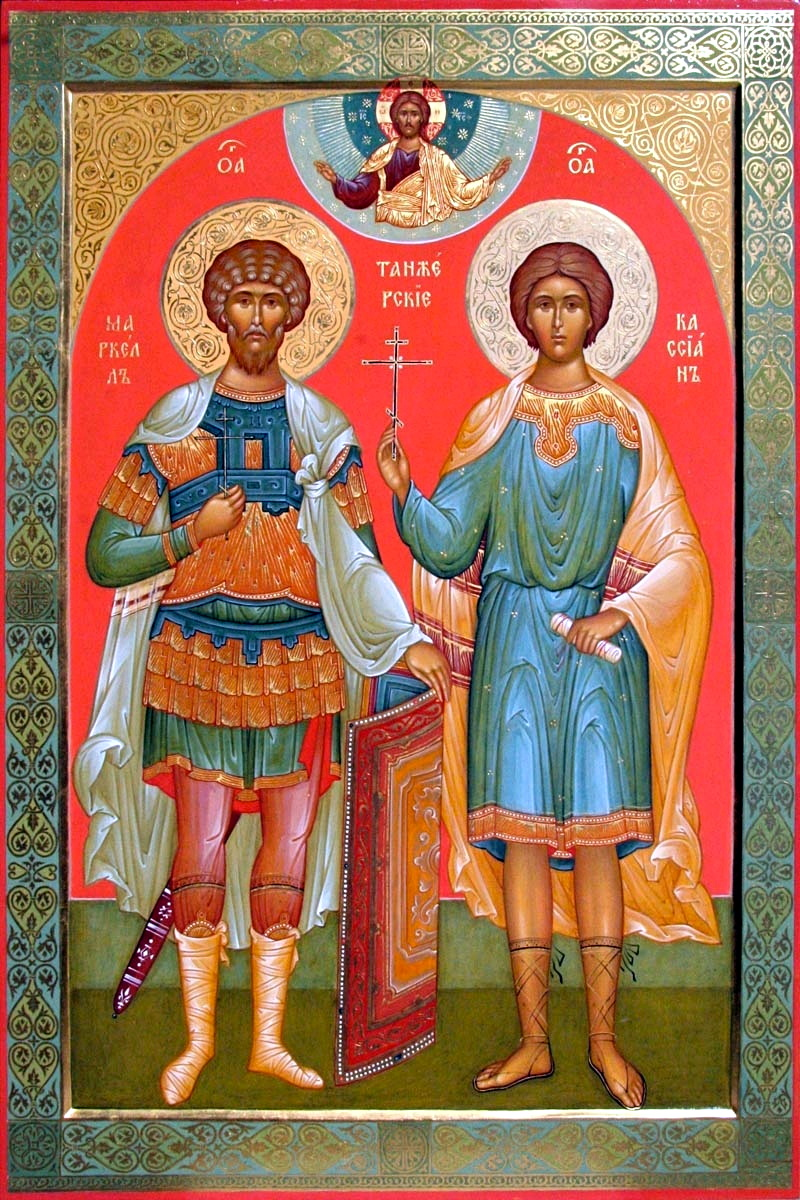
Ícones dos Santos Marcelo e Cassiano de Tânger

Embora o catolicismo tenha sido a primeira forma de cristianismo na região, por influência do Império Romano, Marrocos, devido à geografia seu litoral, não sofreu grande influência de Cartago e Roma, sendo à época chamado de Mauritânia Tingitana. Embora os primeiros traços cristãos e romanos sejam escassos, sabe-se que São Marcelo foi martirizado na cidade de Tânger em 298. A expansão do cristianismo ao longo do norte da África não é tão conhecida. O cristianismo se tornou a religião oficial do Império Romano no ano 380, por ordem do imperador Teodósio I, por meio de uma lei conhecida como Édito de Tessalônica. Houve períodos do Império em que, fora Roma, as maiores cidades eram Alexandria, no Egito, e Cartago, onde atualmente está a Turquia. Essas cidades se tornaram um reduto para a igreja cristã. Pensadores cristãos primitivos, como Tertuliano, São Cipriano Santo Agostinho e São Marcelo nasceram no norte da África.
| “ | Desde o século II ao século IV, a vida cristã, nas regiões setentrionais de África, foi intensíssima e esteve na vanguarda, tanto do estudo teológico como da expressão literária. Saltam-nos à memória os nomes dos grandes doutores e escritores, como Orígenes, Santo Atanásio e São Cirilo, luminares da Escola Alexandrina; e, na outra extremidade mediterrânica da África, Tertuliano, S. Cipriano, e sobretudo Santo Agostinho, um dos espíritos mais brilhantes do cristianismo. [...]. Durante estes primeiros séculos da Igreja em África, também algumas mulheres deram testemunho de Cristo. De entre elas, obrigatória é a menção particular das Santas Felicidade e Perpétua, Santa Mônica, e Santa Tecla. | ” |
|   | — Papa São João Paulo II na exortação apostólica Ecclesia in Africa. |   |

Mapa do Mediterrâneo em 750 onde se a expansão muçulmana com datas

Diocleciano abandonou tudo, exceto a Península Tingitiana, anexada à diocese da Espanha. Os vândalos arianistas invadiram a Península Ibérica em 429 e estabeleceram um reino em Cartago em 439. Em 484, foi realizado o Concílio de Cartago, que contou com a presença de 50 ou 60 bispos católicos do oeste da Argélia e de Marrocos; não havia donatistas na Mauritânia Tingitana. Os vândalos foram derrubados pelo comandante bizantino Belisário, por volta do ano 533. As inscrições latinas da antiga capital romana de Volubilis atestam a vida católica sob o controle dos mouriscos durante o início do século VII.
Inevitavelmente são debatidos os motivos por que uma igreja tão promissora não conseguiu resistir à expansão árabe nos séculos VII e VIII. O islamismo entrou no continente africano a partir dos países do norte da África, como Marrocos e Egito, e foi uma das primeiras regiões a ser conquistadas pelos seguidores de Maomé. Vários fatores podem ter contribuído para isso, por exemplo:
- Ressentimento do povo nativo contra governantes estrangeiros e sua respectiva identidade religiosa. O povo berbere aparentemente escolheu uma religião que os diferenciava da filiação à igreja alternativa contribuiu para a identidade berbere e para a oposição política.[10]
- Pela disputa de poder que ocorria na igreja, após o surgimento da heresia donatista, que ganhou apoio entre os berberes e surgiu após o cristianismo se tornar a religião oficial do império. A Igreja Católica permaneceu política e culturalmente mais próxima aos romanos, enquanto os hereges donatistas representavam um movimento eclesiástico mais nacionalista, com uma postura conservadora, mas incorporou uma expressão mais carismática. Valorizavam a herança africana, de sua identidade como uma igreja de mártires e do ensino de Tertuliano sobre o discipulado radical e a pureza da vida cristã. Já a Igreja Católica, por outro lado, enfatizava a universalidade da igreja, os ensinamentos de Tertuliano sobre a unidade e o serviço da igreja à sociedade. O conflito entre a Igreja Católica e os donatistas pode então representar a tensão entre a igreja como entidade global e como entidade local – os donatistas eram uma ameaça à unidade da igreja. Alguns dos fatores eram: Os esforços de unidade falhavam e as igrejas rotulavam uma à outra como falsas. Isso causou uma tensão importante na Igreja enquanto entidade.[10][14]

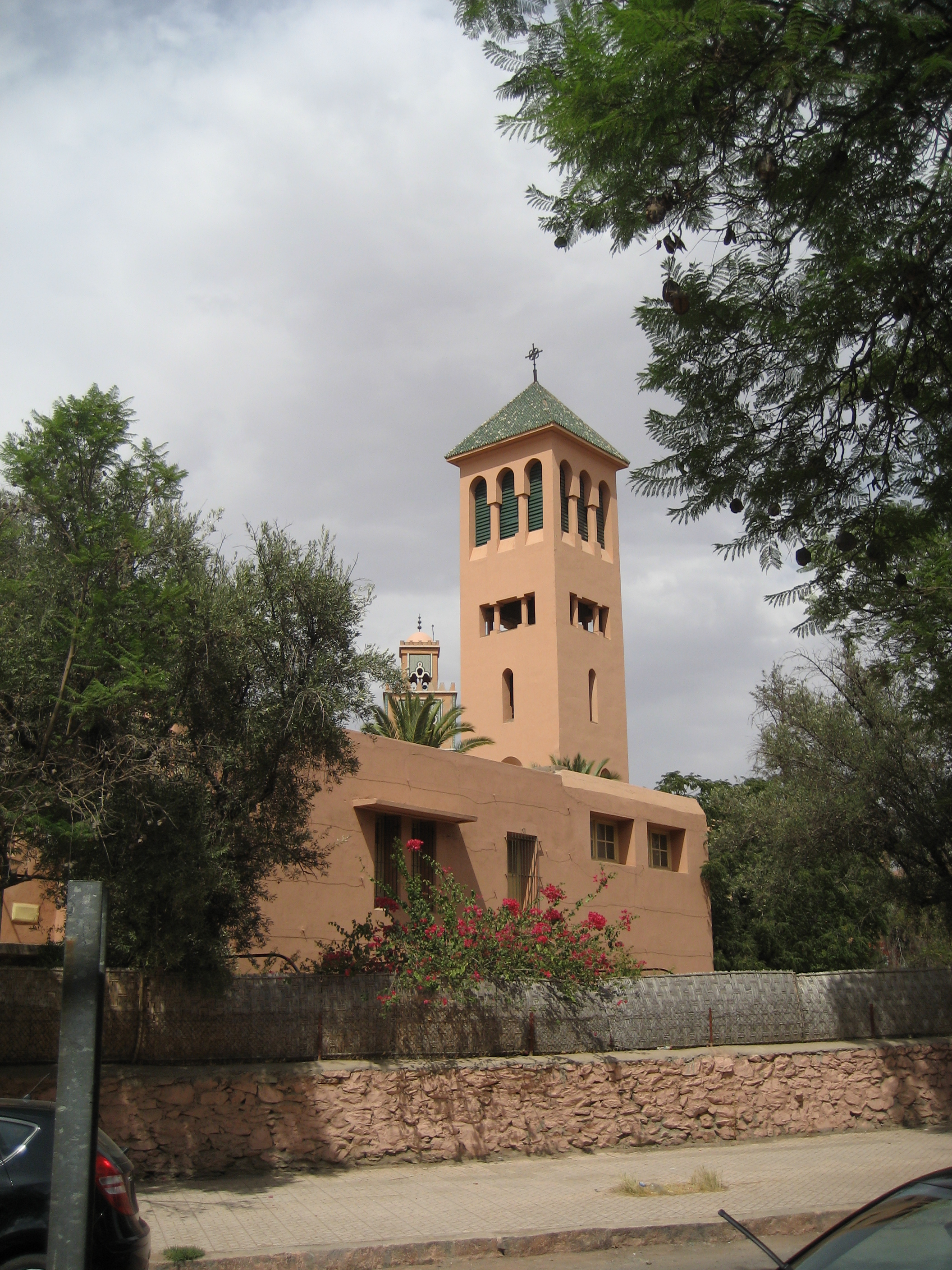
Igreja dos Santos Mártires, em Marraquexe

Segundo a perspectiva histórica convencional, a conquista islâmica do Magrebe pelo Califado Omíada entre 647 e 709 acabou de forma efetiva com o catolicismo em toda a África durante vários séculos.
Os visigodos mantiveram Tânger sob seu domínio de 618 até a conquista árabe de 700. Após a dinastia idríssida (788–940), Marrocos se tornou o coração do Império Almorávida (1062–1147) e do Califado Almóada (1147–1269), que incluíam a Hipânia muçulmana. Havia soldados cristãos, comerciantes e escravos no Marrocos, e os moçambicanos deportados de Granada para Fez tiveram um bispo em 1137. Em 1219, São Francisco de Assis enviou seus primeiros missionários ao Marrocos, que foram martirizados em Marraquexe (1220) e Ceuta (1227). O país foi visitado por Santo Antônio de Pádua (também chamado de Santo Antônio de Lisboa) em 1220, após a chegada das relíquias desses mártires — fato que motivou o jovem a entrar para a ordem dos franciscanos. Ele partiu para Marrocos, porém ao chegar ao país, ficou doente e precisou retornar à Europa. O Papa Gregório IX nomeou um franciscano para analisar a situação da Igreja do país, e em 1233 e escreveu uma carta ao sultão em que o convidava a aderir à fé cristã. A maioria dos bispos franciscanos e dominicanos de Fez residia na Espanha. Uma diocese foi estabelecida em Marrakesh em 1234, mas só passou a funcionar em 1566. Os portugueses expulsaram os piratas e tomaram Ceuta (1415) , Casablanca (1468) e Arzila e Tânger (1471). Ceuta e Tânger foram elevadas à arquidioceses, e depois fundidas em 1570. A Diocese de Fez-Marraquexe foi suprimida em 1566, enquanto que a de Ceuta-Tânger durou até 1851.
Os espanhóis assumiram o controle do território, em substituição aos portugueses em 1580, e estes por sua vez, deram lugar à colonização francesa após o estabelecimento de um protetorado marroquino em 1912. No século XVII, por volta de 1630, as missões franciscanas de Meknes, Fez, Salé, Marraquexe e Tetuão. A missão de Tânger acabou por ser expulsa em 1790. A Prefeitura Apostólica foi restaurada em 1859 e elevada a Vicariato em 1908. Após quatro anos, os franciscanos espanhóis e franceses dividiram o vicariato de acordo com os protetorados estabelecidos, os franceses em 1923 formaram o Vicariato Apostólico de Rabat, que incluía nove décimos do território de Marrocos.
Em 1984, a comunidade cristã assistiu a um grande retrocesso em seus direitos de liberdade religiosa, quando o rei Hassan II forçou muitos cristãos marroquinos a negar sua fé, após a suspeita de um golpe. Com a chegada do atual rei Mohammed VI ao trono, em 1999, uma década de relativa liberdade começou com a permissão de igrejas domésticas, desta vez com a maioria liderada por marroquinos.

## Atualmente

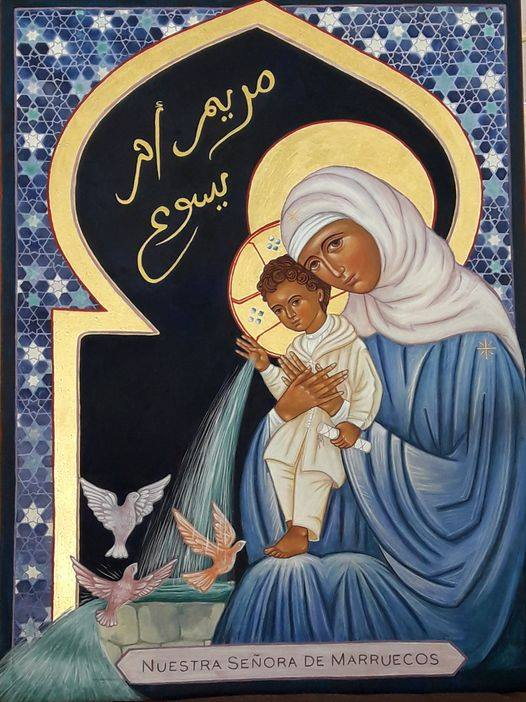
Ícone de Nossa Senhora de Marrocos, Carmelitas Descalças de Tânger.

Segundo dados do ano 2000, havia 49 paróquias atendidas por 15 sacerdotes seculares e 45 religiosos, a maioria localizada perto de Rabat e Casablanca. Os religiosos incluíam mais de dez irmãos e 270 irmãs, que administravam as 29 escolas católicas primárias e 24 secundárias do país e atendiam a outras necessidades humanitárias dentro de uma população católica que estava em declínio. Entretanto, a situação contrária ocorre hoje, para atender à crescente comunidade, a Igreja criou a nova posição de assistente pastoral leigo. O Santo Padre vem encorajando os ministérios leigos. Esses jovens recebem treinamento no Instituto Ecumênico Teológico Al Mowafaqa, um instituto ecumênico criado em Rabat pela Igreja Católica e igrejas protestantes para formação pastoral. Quanto aos cerca de 40 padres na diocese, quase todos são fidei donum, isto é, são compartilhados por outras dioceses fora do país. A pressão sobre os cristãos no país é alta. E para os convertidos do islã, é ainda maior, já que sua conversão pode significar a perda dos direitos de herança ou até mesmo da custódia dos filhos. Nenhuma Igreja está autorizada a admitir marroquinos que se converteram ao Cristianismo e estes são por isso forçados a praticar a sua fé em privado. Algumas estatísticas chegam a dizer que o número de católicos no Marrocos seja de apenas 24 000, contra o número ainda menor de protestantes que seria 4 750. Outras estatísticas colocam o número total de católicos seja de 5 000, e outras que afirmam o número de convertidos do islã em 8 000.

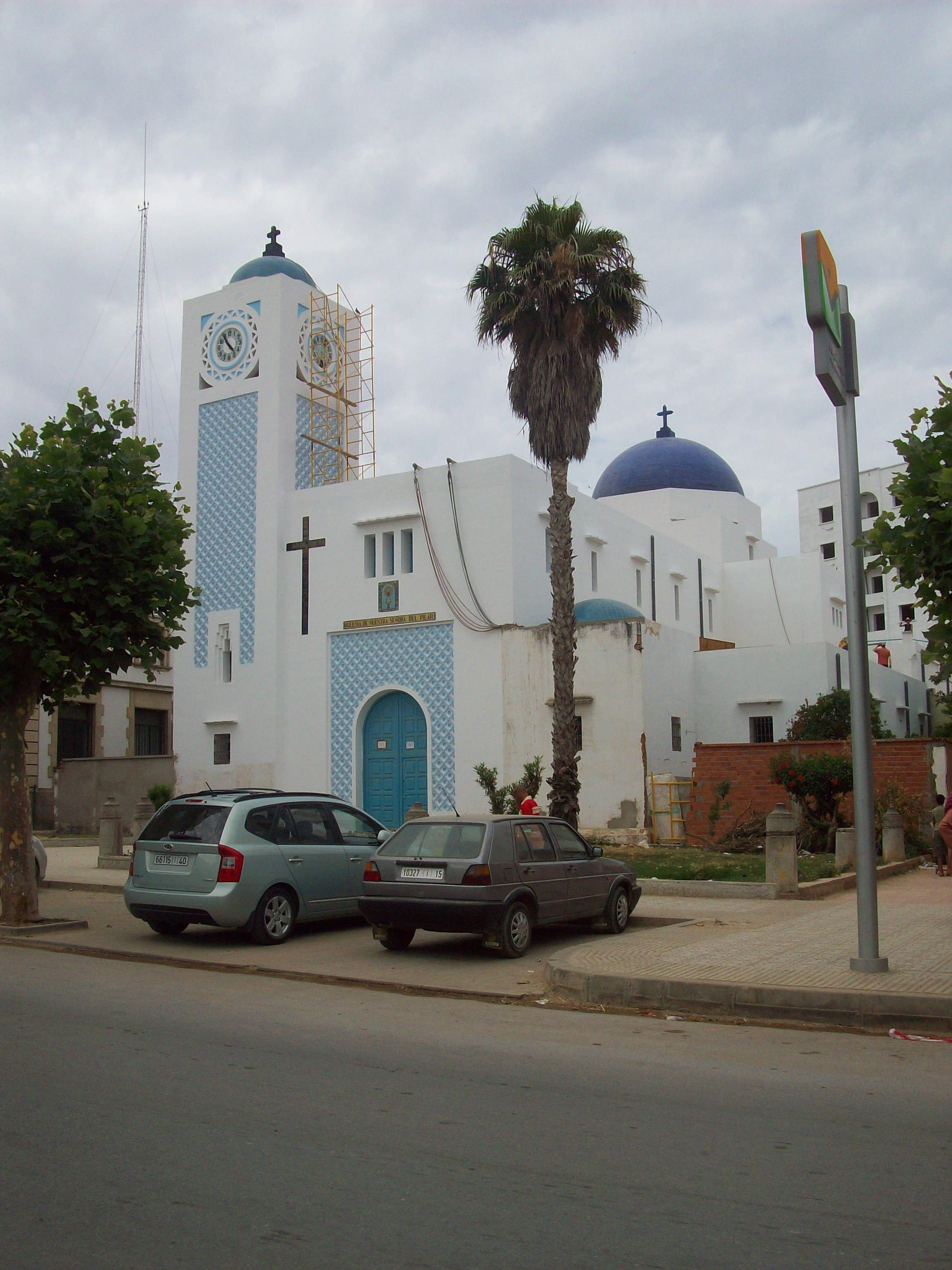
Igreja de Nossa Senhora do Pilar, Larache

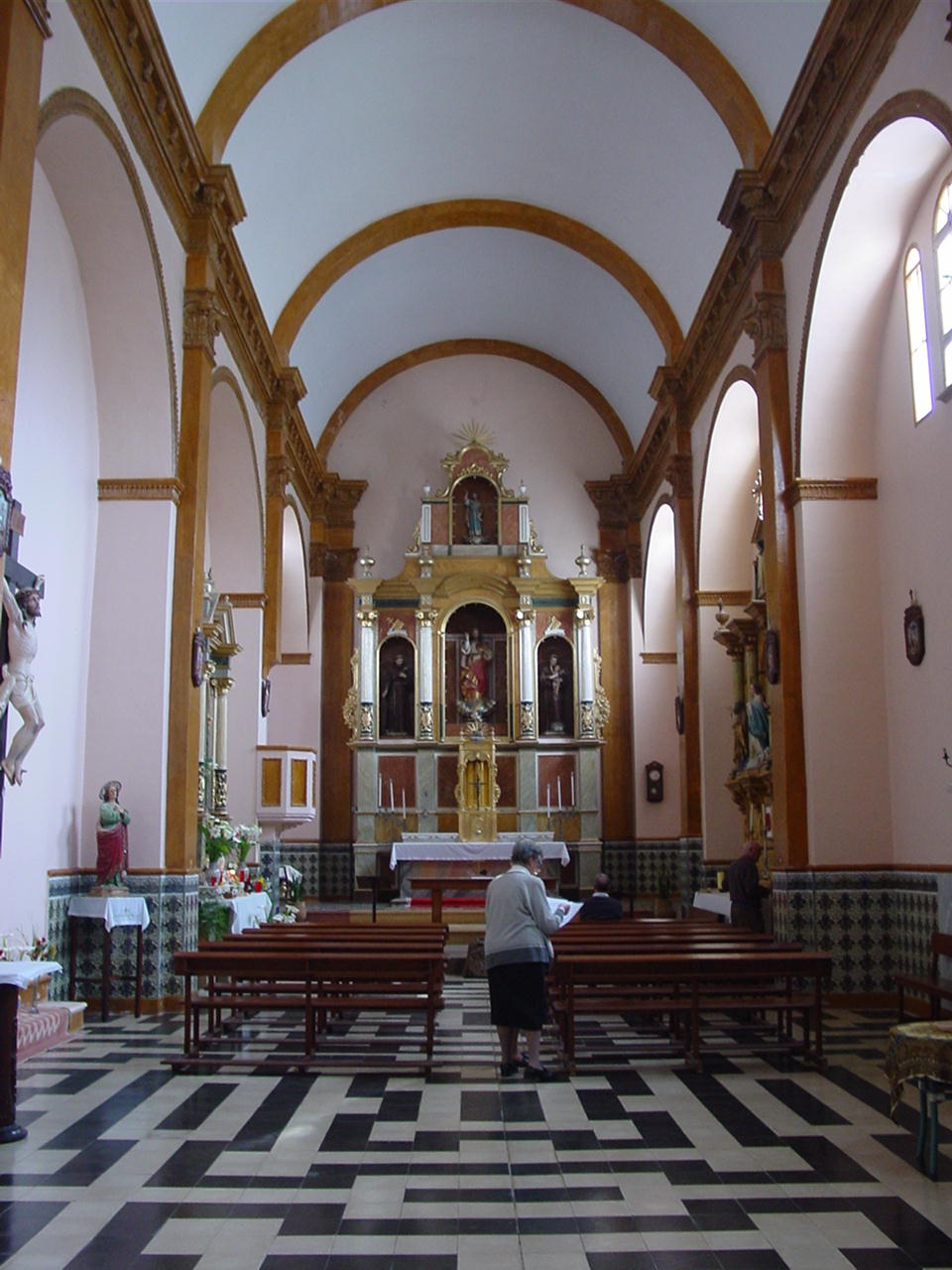
Interior da igreja de São Bartolomeu, em Arzila

Já no ano 2019 o Vaticano divulgou informações referentes a 2017, que afirmam que em uma população de aproximadamente 35 000 000 de habitantes, 23 000 são católicos, o que representa 0,07%. Há em Marrocos 35 paróquias, em duas circunscrições eclesiásticas, que no total contam com quatro bispos, com o auxílio de 15 padres diocesanos e 31 padres religiosos. A Igreja marroquina conta ainda com 10 religiosos, 178 religiosas e três missionários leigos. Com relação às vocações sacerdotais, o país tem 14 seminaristas maiores. O catolicismo também mantém 26 escolas maternas e primárias e oito escolas médias e secundárias, um hospital, sete ambulatórios, dois asilos e dez orfanatos, entre outras instituições. Por meio da Caritas, a Igreja de Marrocos cuida de milhares de migrantes que atravessam o Deserto do Saara, normalmente que acabam presos no país, sem poder prosseguir a seu destino final, que seria a Europa. A maioria deles chega ao território já padecendo de alguma enfermidade, ou com muitas mulheres gestantes, e a Igreja os "recebe, protege, promove e integra, assim como o Papa Francisco nos pediu". O trabalho da Igreja em Marrocos é tão importante que "até as autoridades muçulmanas apreciam seus esforços".
No geral, as fontes variam sobre os dados de quantos cristãos há no país. Líderes cristãos marroquinos calculam que o número de todas as denominações cristãs seja de 40 000 (30 000 católicos e 10 000 protestantes). Fontes não confirmadas colocam este número em apenas 5 000. A grande maioria dos cristãos são estrangeiros, que usam as igrejas construídas durante a colonização francesa (1912–1956). Não há informações sobre quantos cidadãos muçulmanos se converteram ao Cristianismo, porém há quem afirme que o número chega aos 8 000. O Parlamento Europeu afirma que o país goza de liberdade religiosa, porém acrescenta que "os cristãos e especialmente os muçulmanos que se convertam ao Cristianismo enfrentam ‘inúmeras formas de discriminação’ e ‘não estão autorizados a entrar numa igreja’".
A conversão voluntária não é crime, contanto, há relatos de casos de pessoas detidas, incluindo um marroquino convertido ao Cristianismo suspeito de fazer proselitismo. Marrocos não impõe a pena de morte aos apóstatas do Islamismo. Nenhuma igreja cristã está autorizada a acolher marroquinos cristãos. A boa notícia é que tanto os católicos quanto outros cristãos afirmam que a detenções pararam e que o assédio diminuiu também, porém que ainda enfrentam pressão social e insegurança
Em março de 2010, cerca de 150 cristãos estrangeiros foram deportados do país, enquanto que os cristãos marroquinos também foram interrogados. Como resultado, muitas igrejas domésticas acabaram. Com o aumento da internet e mídias sociais, novos movimentos começaram e diversos cristãos agora podem encontrar comunhão, mesmo se estiverem sozinhos e isolados. Em 2017, um grupo de marroquinos convertidos ao cristianismo juntaram-se ara formar a Coligação Nacional de Cristãos Marroquinos, que tem o objetivo de obter o reconhecimento e poder levar uma vida religiosa pública. Em abril do mesmo ano, contataram o Conselho Nacional de Direitos Humanos, solicitando o fim da perseguição contra eles, exigindo a obtenção do direito a rezarem em igrejas, contraírem um matrimônio cristão, darem nomes cristãos a seus filhos, serem enterrados em cemitérios cristãos e o direito a decidir se querem que os seus filhos tenham aulas de religião islâmica na escola.
Em uma entrevista dada à Fundação Ajuda à Igreja que Sofre, Dom Cristóbal López Romero, arcebispo de Rabat, afirmou que a Igreja Católica em Marrocos existe, e é "uma igreja vibrante e jovem. Abençoada com misericórdia e com um forte desejo de testemunhar", e completou que "Mais jovens do que pessoas idosas vêm à nossas igrejas, mais homens que mulheres, mais negros do que brancos".
A Igreja Católica marroquina foi afetada pela pandemia de COVID-19, quando o governo determinou o fechamento de todos os locais de culto.

## Organização territorial
O catolicismo está presente no país com duas arquidioceses, ambas imediatamente sujeitas à Santa Sé:
| Circunscrições eclesiásticas católicas de Marrocos | Circunscrições eclesiásticas católicas de Marrocos | Circunscrições eclesiásticas católicas de Marrocos        | Circunscrições eclesiásticas católicas de Marrocos | Circunscrições eclesiásticas católicas de Marrocos |
| Circunscrição                                      | Ano de ereção                                      | Catedral                                                  | Foto                                               | Ref.                                               |
| -------------------------------------------------- | -------------------------------------------------- | --------------------------------------------------------- | -------------------------------------------------- | -------------------------------------------------- |
| Arquidiocese de Rabat                              | 1923                                               | Catedral de São Pedro                                     |                                                    | [ 22 ]                                             |
| Arquidiocese de Tânger                             | 1954                                               | Catedral de Nossa Senhora da Assunção e do Espírito Santo |                                                    | [ 23 ]                                             |

## Conferência Episcopal
A reunião dos bispos de Marrocos, Argélia, Líbia, Tunísia, e do Saara Ocidental, formam a Conferência Episcopal Regional do Norte da África, que foi criada em 1966.

## Nunciatura Apostólica
A Pró-Nunciatura Apostólica de Marrocos foi criada em 1976, sendo elevada a Nunciatura Apostólica em 1993. A Igreja e suas instituições têm um estatuto jurídico reconhecido por uma Carta assinada e enviada em 1985 pelo então Rei Hassan II ao então Papa João Paulo II, que afirma que "A Igreja Católica continuará no Reino de Marrocos a exercer publica e livremente as suas atividades, em particular as relativas ao culto, ao magistério e à jurisdição interna, à beneficência dos fiéis e ao ensino religioso. A Igreja Católica é representada pelos superiores das circunscrições  eclesiásticas, as quais podem exercer,  seja diretamente seja por mandato, todos os atos que dizem respeito à gestão dos seus bens". Trata também da isenção fiscal para os edifícios de culto e as casas religiosas, assegura aos católicos a plena liberdade de associação no plano religioso.

## Visitas papais
O país foi visitado pelo Papa São João Paulo II em 1985, juntamente com outros lugares: Togo, Costa do Marfim, Camarões, Quênia, República Centro-Africana e Zaire. O Papa Francisco também visitou o país nos dias 30 e 31 de março de 2019.
O discurso do Papa São João Paulo II feito a 80.000 jovens muçulmanos marroquinos em 19 de agosto de 1985 costuma ser lembrado por seu diálogo de fraternidade entre o catolicismo e o islã:
| “ | Eu frequentemente encontro os jovens, geralmente os católicos. É a primeira vez em que eu me encontro com a juventude muçulmana. Eu estou feliz por lhes encontrar em Marrocos. Marrocos tem uma tradição de abertura. Seus estudantes viajaram e vocês os acolheram de outros países. Marrocos tem sido um local do encontro de civilizações: já permitiu trocas com o Oriente, com a Espanha e com a África. Marrocos tem uma tradição de tolerância; neste país muçulmano sempre existiram judeus, e quase sempre cristãos; essa tradição vem sendo trazida com respeito, de uma maneira positiva. Vocês têm sido e permanecem um país hospitaleiro. Vocês, jovens marroquinos, estão preparados para se tornar os cidadãos do mundo de amanhã, desse mundo fraterno, o qual, junto aos jovens de todo o mundo, vocês aspiram. | ” |
|   | — Discurso do Papa João Paulo II aos jovens muçulmanos. |   |

Durante seu discurso ao rei marroquino, e diante de autoridades e fiéis, o Papa Francisco declarou em 30 de março de 2019 sobre o país:  Durante sua visita o Papa falou muito sobre temas como convivência pacífica entre católicos e muçulmanos, a comunidade cristã marroquina, as migrações de países africanos rumo à Europa e questão do proselitismo.
| “ | Majestade e ilustres Autoridades, queridos amigos! Os cristãos alegram-se com o seu lugar na sociedade marroquina. Querem fazer a sua parte na edificação duma nação solidária e próspera, tendo a peito o bem comum do povo. Sob este ponto de vista, acho significativa a colaboração da Igreja Católica em Marrocos com as suas obras sociais e, no campo da educação, através das suas escolas abertas aos estudantes de todas as confissões, religiões e proveniência. Por isso, ao mesmo tempo que dou graças a Deus pelo caminho realizado seja-me permitido encorajar os católicos e os cristãos a serem aqui, em Marrocos, servidores, promotores e defensores da fraternidade humana. | ” |
|   | — Discurso do Papa Francisco na esplanada da Torre Hassan, Rabat. |   |

## Santos
- Vítor da Mauritânia[35]
- Santos Nabor e Félix[35]
- Marcelo de Tânger[36]
- Cassiano de Tânger[36]
- Mártires de Marrocos — Berardo, Otão (sacerdotes), Pedro (diácono), Acúrsio e Adjuto (leigos); m. 1220[37]